# 백자 청화송옥문 병
백자 청화송옥문 병(白磁 靑畵松屋文 甁)은 청화로 소나무와 집을 그려넣은, 조선 후기의 백자 병이다. 서울특별시의 유형문화재 제197호로 지정되어 있다.

## 개요
몸통 부분의 세 곳에 소나무와 그 아래에 있는 집이 청화(靑畵)로 그려진 백자병으로 그림의 구도와 솜씨가 뛰어나다.
담청색이 감도는 고운 백자유약이 입혀졌는데 빙렬(氷裂)은 없으며 광택이 좋다. 굽은 단정하게 깎은 다리굽으로 굽다리 바닥에 가는 모래를 받치고 구웠다.
유면 속에 가는 기포(氣泡)가 꽉 차있어 미세하나마 반실투성(半失透性)의 유조를 보여주고 청화문양이 선명하지 않고 번진 흔적을 보이고 있다. 병의 규모와 18c전반 금사리 요지 유형이라는 점에서 특별한 점이 있고, 동 시기 백자에서는 보기 힘든 송옥문(松屋文)이 시문(施文)되어 회화성이 뛰어나다.

## 사진